# Чемошур (Завьяловский район)
Чемошу́р — деревня в Завьяловском районе Удмуртии.

## Название
Топоним «Чемошур» является русифицированным вариантом удмуртского слова «Чумошур» — «ручей/река (шур) на берегу которой находится охотничья избушка (чум)»

## География
Расположена в 8 км к востоку от центра Ижевска. Вдоль деревни протекает река Чемошурка, на которой устроен Чемошурский пруд.

## История
До революции Чемошур входил в состав Сарапульского уезда Вятской губернии. По данным десятой ревизии в 1859 году в 43 дворах казённой деревни Чемошур при речке Чемошурке проживало 393 человека, работало 3 мельницы и кузница.
В 1920 году деревня входит во вновь образованную Вотскую АО, в Старковский сельсовет. В 1925 году происходит разукрупнение сельсоветов, в результате которого образовался Чемошурский сельсовет. В 1937 году центром сельсовета становится совхоз им. 5 лет УАССР (переименован в посёлок Совхозный, а позже — посёлок Пятилетка). В 1966 году Пятилетка присоединяется к Ижевску, центр сельсовета переносится в посёлок Первомайский и он переименовывается в Первомайский сельсовет. В 1991 году из Первомайского выделяется Октябрьский сельсовет, куда входит Чемошур.

## Микрорайоны
- Верхний микрорайон
- Нижний микрорайон
- Север микрорайон
- Средний микрорайон